# Ephorie Eilenburg

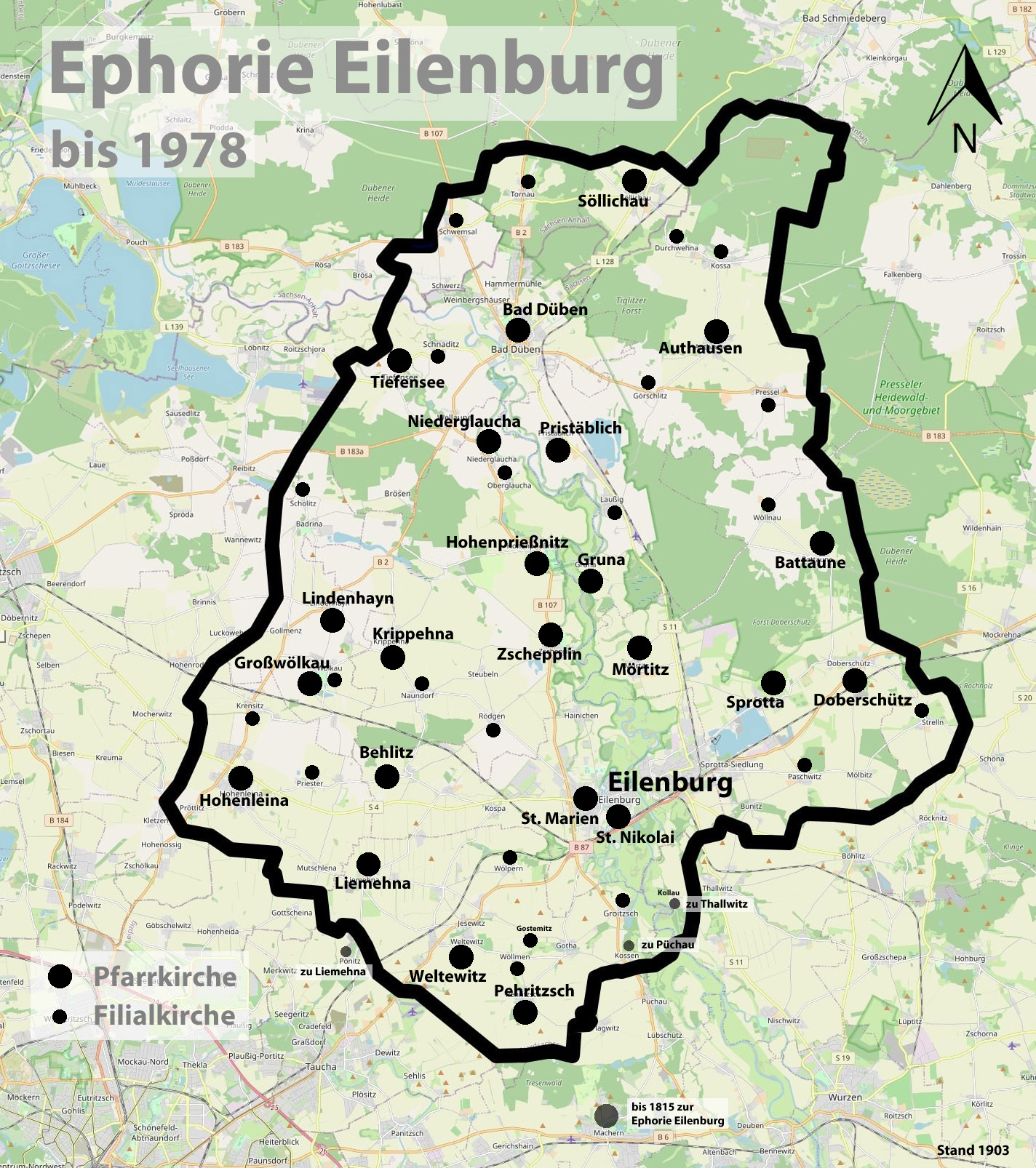
Karte der Ephorie Eilenburg in der Ausdehnung bis 1978 mit allen Kirchenstandorten (Stand 1903)

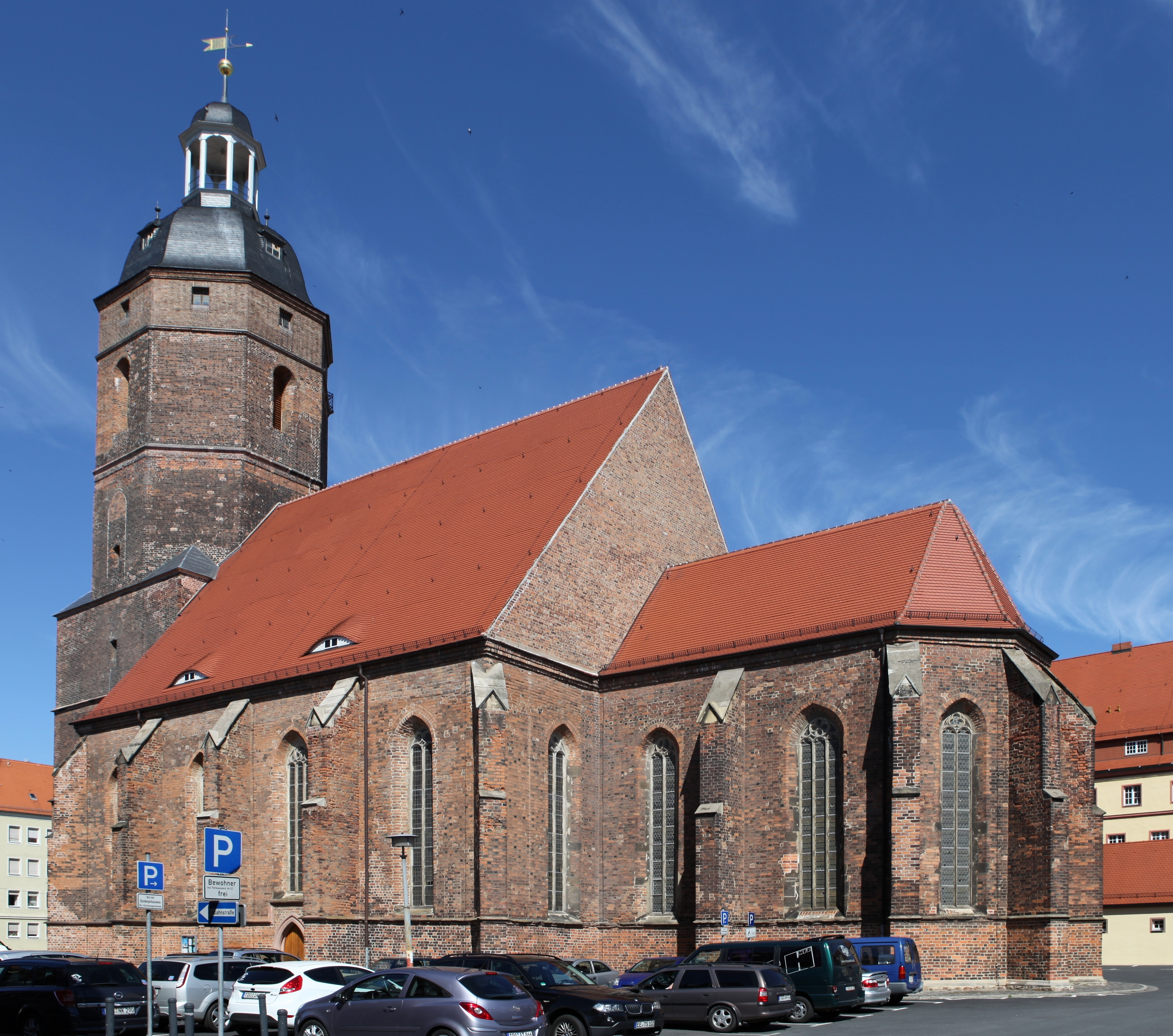
Die Nikolaikirche in Eilenburg war die Hauptkirche der Ephorie. (2012)

Die Ephorie Eilenburg, ab Ende des 19. Jahrhunderts auch Kirchenkreis Eilenburg, war ein Aufsichtsbezirk innerhalb der Evangelischen Kirche im Gebiet des heutigen Landkreises Nordsachsen. Er bestand von 1530 bis 1978. Der Superintendentur waren 23 Pfarreien untergeordnet. Die Ephorie ging mit der Ephorie Delitzsch im Kirchenkreis Eilenburg und dieser wiederum im Kirchenkreis Torgau-Delitzsch auf. Hauptpredigtkirche war die Stadtkirche St. Nikolai in Eilenburg.

## Geschichte
Die Ephorie Eilenburg unterstand zunächst dem Konsistorium Leipzig und damit dem landesherrlichen Kirchenregiment des Kurfürstentums Sachsen. Mit der Teilung Sachsens durch die Bestimmungen des Wiener Kongresses 1815 fiel Eilenburg an die Kirchenprovinz Sachsen in der Evangelischen Kirche in Preußen, ab 1875 Evangelische Kirche der altpreußischen Union. Ab 1947 war die übergeordnete Landeskirche die Evangelische Kirche der Kirchenprovinz Sachsen.

## Struktur
Der Eilenburger Kirchenbezirk gliederte sich in 23 Pfarreien mit knapp 39.000 Mitgliedern (1903). Diese sind in der unten stehenden Tabelle mit ihrem jeweiligen Pfarrbereich nach dem Stand von 1903 aufgelistet. Orte mit einer Filialkirche sind fett hervorgehoben. Die beiden konsistorial der Ephorie Eilenburg zugehörigen Orte Cossen und Collau waren nach den in Kursachsen gelegenen Pfarreien Püchau bzw. Thallwitz eingepfarrt. Dagegen war der in Kursachsen gelegene Ort Pönitz nach Liemehna gepfarrt. Die Pfarrei Machern stand bis 1815 unter der Ephorie Eilenburg. Infolge der Teilung Sachsens wurde Machern dem Ephoralamt Leipzig, kurz danach der Ephorie Grimma und schließlich der Superintendur Wurzen zugeteilt.
| Pfarrei                | Pfarrbereich | Mitglieder 1882 | Mitglieder 1903 |
| ---------------------- | --- | --------------- | --------------- |
| Authausen              | Authausen, Cossa, Pressel | 2.055           | 1.812           |
| Battaune               | Battaune, Wöllnau | 637             | 654             |
| Behlitz                | Behlitz, Pressen, Zschettgau                                                                                                 | 545             | 550             |
| Doberschütz            | Doberschütz, Strelln | 978             | 1.079           |
| Düben                  | Düben, Alaunwerk, Hammermühle, Vorwerk Schwertz                                                                              | 3.846           | 3.343           |
| Eilenburg, St. Marien  | St. Marien, Cospa, Hainichen, Wedelwitz, Rittergüter Berg, Eulenfeld und Friedrichshöhe                                      | 3.724           | 5.037           |
| Eilenburg, St. Nikolai | St. Nikolai | 7.320           | 11.000          |
| Groß-Wölkau            | Boyda, Crensitz, Groß-Wölkau, Klein-Wölkau, Niederossig                                                                      | 1.005           | 1.012           |
| Gruna                  | Gruna, Laußig, Rothes Haus und Torfhäuser                                                                                    | 682             | 675             |
| Hohenleina             | Hohenleina, Groß-Krostitz, Klein-Krostitz, Kupsal, Lehelitz, Priester, Pröttitz                                              | 1.438           | 2.040           |
| Hohenprießnitz         | Hohhenprießnitz, Vorwerk Roitzsch                                                                                            | 756             | 680             |
| Krippehna              | Göritz, Krippehna, Naundorf, Forsthaus Kämmerei mit Bahnstation, Wassermühle Noitzsch                                        | 1.126           | 1.122           |
| Liemehna               | Liemehna, Mutschlena, Ochelmitz, Pönitz                                                                                      | 787             | 836             |
| Lindenhayn             | Badrina, Gollmenz, Lindenhyn, Scholitz                                                                                       | 918             | 876             |
| Mörtitz                | Mensdorf, Mörtitz, Vorwerk Rodijanah                                                                                         | 651             | 688             |
| Niederglaucha          | Niederglaucha, Oberglaucha                                                                                                   | 434             | 370             |
| Pehritzsch             | Gotha, Pehritzsch, Wöllmen                                                                                                   | 762             | 819             |
| Pristäblich            | Görschlitz, Pristäblich, ein Forsthaus                                                                                       | 801             | 707             |
| Söllichau              | Durchwehna, Schwemsal, Söllichau, Tornau                                                                                     | 1.942           | 1.874           |
| Sprotta                | Bunitz, Mölbitz, Paschwitz, Sprotta                                                                                          | 696             | 792             |
| Tiefensee              | Schnaditz, Tiefensee, Wellaune, Forsthaus Tiefensee, Freigut Altenhof, Gasthof Zum Rothen Haus, Vorwerke Brösen und Raschlau | 933             | 900             |
| Weltewitz              | Bötzen, Gordemitz, Gostemitz, Gallen, Groitzsch, Jesewitz, Weltewitz, Wölpern                                                | 1.079           | 1.222           |
| Zschepplin             | Rödgen, Steubeln, Zschepplin                                                                                                 | 868             | 894             |

## Leitung
→ siehe: Liste der Superintendenten in Eilenburg
Der Ephorie standen in der Zeit ihrer fast 450-jährigen Existenz 27 Superintendenten vor. Erster Eilenburger Superintendent war der von Martin Luther vermittelte Magdeburger Domprediger Andreas Kauxdorf. Unter seinen Nachfolgern waren namhafte evangelische Theologen, unter anderem Paul Jenisch, Nikolaus Hunnius, Friedrich Leyser, Adam Herold, Christoph Heinrich Zeibich, Friedrich August Ludwig Nietzsche und Wilhelm Büchting. Letzter Superintendent war Andreas Hans-Joachim Danzmann. In der zweiten Hälfte des 19. Jahrhunderts befand sich die Suptur zeitweise in Groß-Wölkau, da dort das größte Pfarrland vorhanden und damit das meiste Gehalt zu verdienen war.